# エンドレス (サカナクションの曲)
「エンドレス」は、日本のロックバンド・サカナクションの楽曲。2011年9月28日にビクターエンタテインメントより発売された5thアルバム『DocumentaLy』に収録されている。

## 概要
本楽曲は、5thアルバム『DocumentaLy』収録曲である。アルバムがリリースされた後、ミュージックビデオが公開された。志賀匠と北澤“momo”寿志がディレクターを務めている。また、本楽曲は、ファンが選ぶ名曲ランキングでは、第5位に選ばれた。

本楽曲について山口は、ラジオ番組『サカナLOCKS!』にて、以下のように語っている。
この曲は本当に大変だったね……歌詞を書くのが本当に辛かった。なぜかっていうと、東日本大震災の影響をもろに受けていた頃だったんですね。振り返ったときに「こんな事が起きたんだ」「こんな事を思ったんだ」「こんな連なりがあったんだ」って、未来にそんな風に感じてもらえる歌にしたいと思って取り組んだんですけど、なかなかこれは苦労して……完成しなかったですね。

これが完成した時のDVDがあるの。この歌詞が出来るまでの映像のボイスメモみたいなものをつなぎ合わせたものがあるんだけど、恥ずかしいけど、書き上げた時に僕は泣いているのね。それも見てほしいなー。
また、本楽曲には「幻のBメロ」が存在し、Aメロの前にイントロとしてBメロが来て、またAメロの後にもう一回Bメロが来るものであった。しかし、Bメロを入れたことで、歌詞を展開するのが難しくなったので、取りやめとなった。